# Eutrepsia praeclara
Eutrepsia praeclara là một loài bướm đêm trong họ Geometridae.